# Mosteiro de São Jerónimo (Granada)

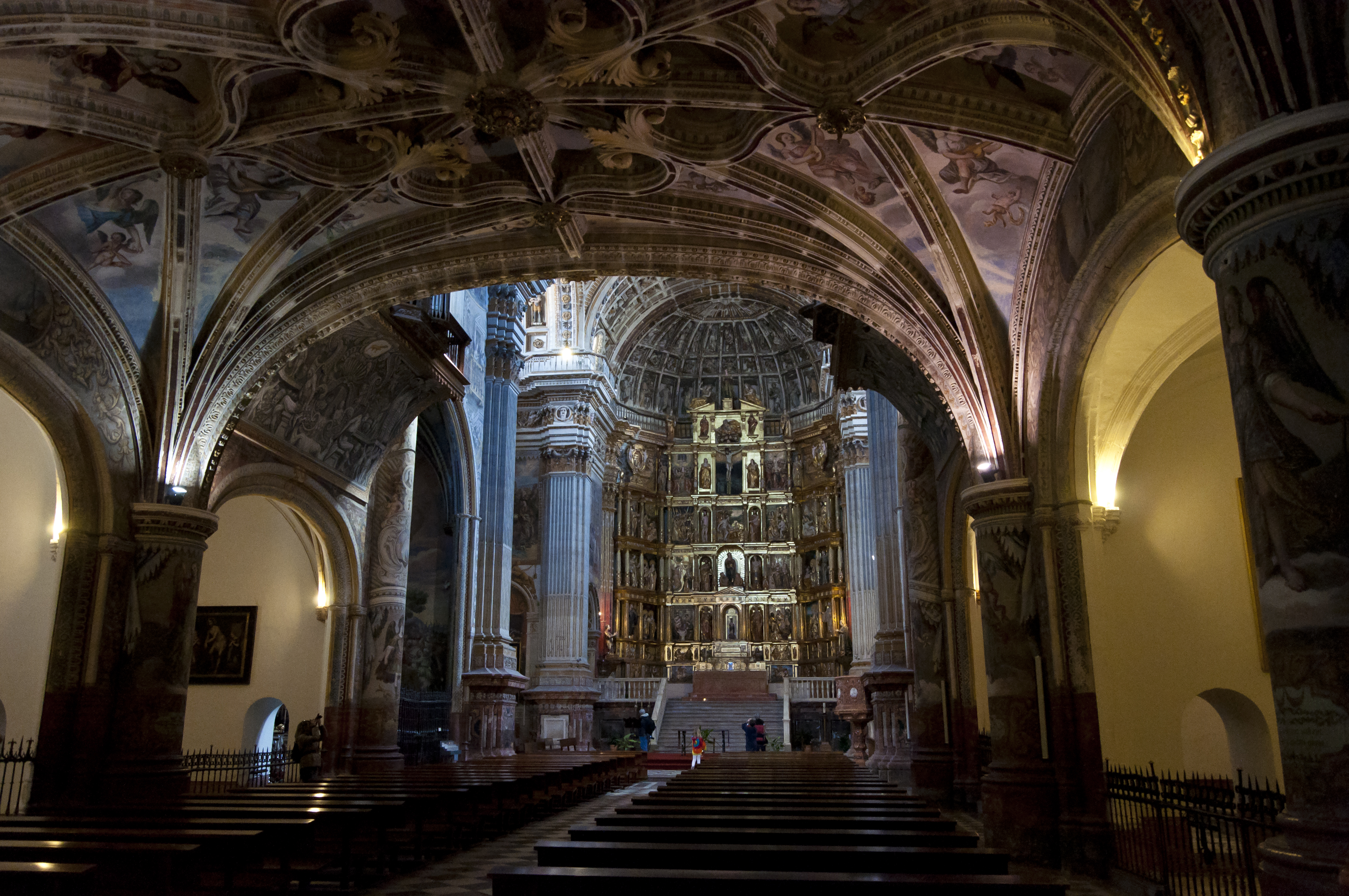
Interior da igreja

O Real Mosteiro de São Jerónimo de Granada é uma obra arquitetónica do Renascimento composta composta por uma igreja e um mosteiro situada em Granada, Espanha. A igreja foi o primeiro templo do mundo a ser consagrado à Imaculada Conceição.
O mosteiro foi originalmente fundado em Santa Fé, antes da conquista cristã de Granada, pelos Reis Católicos. Foi transferido para Granada em 1504, quando começou a ser construído o conjunto atual. A obra deve-se maioritariamente a Diego de Siloé, mas na construção participaram outros arquitetos e artistas, como Jacopo Florentino, João de Aragão, Juan Bautista Vázquez, o Jovem, Pedro de Orea e  Pablo de Rojas, estes últimos três da escola granadina.
A igreja é de planta em cruz latina e segue as condicionantes das igrejas da Ordem de São Jerónimo, com coro elevado na base e altar  atrás de uma ampla escadaria. Destaca-se o retábulo maneirista da capela-mor, que marca o início da escultura andaluza com identidade própria, e onde é crucial a intervenção do mestre Pablo de Rojas. A rica decoração renascentista, com caixotões, conchas de vieira e grupos escultóricos, é o canto do cisne do humanismo em Espanha. O projeto iconográfico foi pensado com o objetivo de glorificar os feitos militares e a herocidade do Gran Capitán ("Grande Capitão") Gonzalo Fernández de Córdova, que está sepultado no cruzeiro junto à sua esposa María de Manrique.
O mosteiro tem dois claustros ajardinados, o primeiro com a mais genuína decoração do Renascimento. Sete arcossólios em jeito de capelas de traça clássica, decoradas com todo o repertório formal daquele estilo, configuram um espaço fúnebre criado para quando os restos de Dom Gonzalo chegaram ao mosteiro. No segundo claustro, atualmente parte da clausura das freiras jerónimas que o habitavam.
Neste esteve hospedada a imperatriz Isabel de Portugal na sua viagem de bodas, após a celebração do seu casamento com o imperador Carlos V.
Em 1513 as obras no mosteiro já eram dirigidas por Jacobo Florentino. Quando este morreu, a direção passou para Diego de Siloé. Quando a capela-mor foi terminada em 1522, os corpos do Gran Capitán e da sua esposa foram transladados da Casa Grande do Convento de São Francisco.
Depois de passar por várias vicissitudes, como a invasão francesa e a expulsão da Ordem dos Jerónimos, que quase levaram o mosteiro à ruína, o Estado espanhol decidiu restaurá-lo entre 1916 e 1920, tendo as obras ficado a cargo do arquiteto Fernando Wihelmi. Nos anos anteriores a 1989 foi novamente erigida a esbelta torre da igreja, derrubada pelos franceses durante a invasão napoleónica para construir com as suas pedras a Ponte Verde, que liga o Passeio da Bomba à Avenida de Cervantes, sobre o rio Genil.
O pórtico que separa o átrio do mosteiro da Rua Rector López Argueta, embora originalmente pertencesse ao mosteiro, foi reconstruído na década de 1960, depois de ter desaparecido no século XIX e ser encontrado posteriormente abandonado numa casa rústica da Vega. Atualmente esse pórtico é presidido por uma imagem da Virgem das Angústias que não é a original.
Em 2004-2005 foram levadas a cabo obras de restauro no retábulo-mor pelo Ministério da Cultura.